# Свети Георги (Горни Липовик)
Вижте пояснителната страница за други значения на Свети Георги.
„Свети Великомъченик Георги“ (на македонска литературна норма: „Свети Великомаченик Ѓорѓи“) е възрожденска православна църква в радовишкото село Горни Липовик, югоизточната част на Република Македония. Част е от Брегалнишката епархия на Македонската православна църква – Охридска архиепископия. Църквата е от 1877 година. Иконите в църквата са от 1860 година и са дело на видния крушевски майстор Николай Михайлов.
- Икони от храма, Николай Михайлов, 1860 г.
- „Света Богородица“
- „Свети Георги“
- Апостолски икони от иконостаса